# 36 Serpentis
36 Serpentis (b Serpentis) é uma estrela na direção da Serpens. Possui uma ascensão reta de 15h 51m 15.65s e uma declinação de −03° 05′ 25.5″. Sua magnitude aparente é igual a 5.09. Considerando sua distância de 159 anos-luz em relação à Terra, sua magnitude absoluta é igual a 1.65. Pertence à classe espectral A3Vn.